# Auguste Béchard
Auguste Béchard (* 16. Oktober 1883 in Anduze; † 22. August 1965 in Lédignan) war ein französischer Politiker. Von 1936 bis 1940 war er Abgeordneter der Nationalversammlung.
Béchard kämpfte anderthalb Jahre lang im Ersten Weltkrieg und wurde für seine Verdienste mit dem Croix de guerre ausgezeichnet. Er wurde Bürgermeister der Gemeinde Lédignan und zog in den Generalrat des Départements Gard ein. 1936 trat er für die Kommunistische Partei bei den Parlamentswahlen an und wurde in die Nationalversammlung gewählt. Im Februar 1940 wurde ihm aufgrund seiner Zugehörigkeit zur kommunistischen Fraktion sein Mandat entzogen. Obwohl dieser Schritt 1944 für ungültig erklärt wurde, war Béchard danach politisch nicht weiter aktiv und zog sich nach Lédignan zurück, wo er 1965 starb.